# 1066
| [ Edytuj tabelę ]          | |
| Książę Polski              | - 1058 Bolesław II Szczodry 1076                                                                             |
| Król Angkoru               | - 1048 Udajaditjawarman II 1066 - 1066 Harszawarman III 1080                                                 |
| Król Anglii                | - 1042 Edward Wyznawca 1066 - 1066 Edgar II Ætheling 1066 - 1066 Harold II 1066 - 1066 Wilhelm Zdobywca 1087 |
| Król Aragonii i Nawarry    | - 1063 Sancho Ramírez 1094                                                                                   |
| Hrabia Barcelony           | - 1035 Rajmund Berengar I 1076                                                                               |
| Książę Bawarii             | - 1061 Otto II z Northeimu 1070                                                                              |
| Książę Burgundii           | - 1032 Robert I 1076                                                                                         |
| Cesarz Bizancjum           | - 1059 Konstantyn X Dukas 1067                                                                               |
| Cesarz Chin                | - 1063 Song Yingzong 1067                                                                                    |
| Książę Czech               | - 1061 Wratysław II 1092                                                                                     |
| Król Danii                 | - 1047 Swen II Estrydsen 1074                                                                                |
| Władca Egiptu              | - 1036 Al-Mustansir 1094                                                                                     |
| Król Francji               | - 1060 Filip I 1108                                                                                          |
| Król Gruzji                | - 1027 Bagrat IV 1072                                                                                        |
| Hrabia Holandii            | - 1061 Dirk V 1091                                                                                           |
| Cesarz Japonii             | - 1045 Go-Reizei 1068                                                                                        |
| Kalif                      | - 1031 Al-Ka’im 1075                                                                                         |
| Król Kastylii              | - 1065 Sancho II Mocny 1072                                                                                  |
| Wielki książę Kijowa       | - 1054 Izjasław I 1068                                                                                       |
| Patriarcha Konstantynopola | - 1064 Jan VIII Ksifilinos 1075                                                                              |
| Władca Korei               | - 1046 Munjong 1083                                                                                          |
| Władca Maroka              | - 1056 Abu Bakr ibn Umar 1070                                                                                |
| Król Norwegii              | - 1045 Harald III Srogi 1066 - 1066 Magnus II Haraldsson 1069 - 1066 Olaf III Pokojowy 1093                  |
| Książę Obodrzyców          | - 1043 Gotszalk 1066 - 1066 Budiwoj 1066 - 1066 Krut 1093                                                    |
| Hrabia Palatynatu          | - 1061 Herman II Luksemburski 1085                                                                           |
| Papież                     | - 1061 Aleksander II 1073                                                                                    |
| Hrabia Portugalii          | - 1050 Nuno II 1071                                                                                          |
| Książę Saksonii            | - 1059 Ordulf 1072                                                                                           |
| Sułtan Seldżuków           | - 1063 Alp Arslan bin Chaghri 1072                                                                           |
| Król Szkocji               | - 1058 Malcolm III 1093                                                                                      |
| Król Szwecji               | - 1060 Stenkil Ragnvaldsson 1066                                                                             |
| Doża Wenecji               | - 1043 Domenico Contarini 1071                                                                               |
| Król Węgier                | - 1063 Salomon 1074                                                                                          |

Rok 1066 / MLXVI
stulecia: X wiek ~
XI wiek ~
XII wiek

lata: 1056 «
1061 «
1062 «
1063 «
1064 «
1065 «
1066
» 1067
» 1068
» 1069
» 1070
» 1071
» 1076

## Wydarzenia na świecie
- 5 stycznia – Harold II został królem Anglii.
- 20 września – podbój Anglii przez wikingów: bitwa pod Gate Fulford.
- 25 września – bitwa pod Stamford Bridge – klęska wojsk norweskich króla Haralda Hårdråde.
- 28 września – Wilhelm Zdobywca wraz ze swą armią wylądował w Anglii, rozpoczęła się inwazja Normanów.
- 14 października – odbyła się bitwa pod Hastings decydujące starcie w inwazji Normanów na Anglię, w bitwie wojska Normanów pod dowództwem Wilhelma Zdobywcy zwyciężyły anglosaskich obrońców dowodzonymi przez króla Harolda, który poległ w bitwie.
- 25 grudnia – Wilhelm I Zdobywca koronowany w Opactwie Westminsterskim na króla Anglii.
- 30 grudnia – muzułmanie dokonali masakry żydowskich mieszkańców Grenady.

## Urodzili się
- 2 grudnia – Irena Dukaina, bizantyjska cesarzowa, żona Aleksego I Komnena (zm. 1133)
- Henryk Burgundzki, hrabia Portugalii (zm. 1112)

## Zmarli
- 5 stycznia – Edward Wyznawca, król Anglii (ur. ok. 1002)
- 26 marca – Ibn Sida, arabski filozof, logik i leksykograf (ur. ok. 1006)
- 25 września – Harald III Srogi, król Norwegii (ur. 1015)
- 14 października – Harold II, król Anglii (ur. ok. 1022)
- 10 listopada – Jan Szkot, biskup meklemburski zabity przez Słowian w Radogoszczy (ur. 990)
- data dzienna nieznana:
  - Gotszalk, książę Obodrzyców, zamordowany w grodzie Łączyn podczas powstania Obodrzyców (ur. ok. 1010)
  - Stenkil Rangvaldsson, król Szwecji (ur. 1028)

## Zdarzenia astronomiczne
- widoczna kometa Halleya.